# Puentylizm

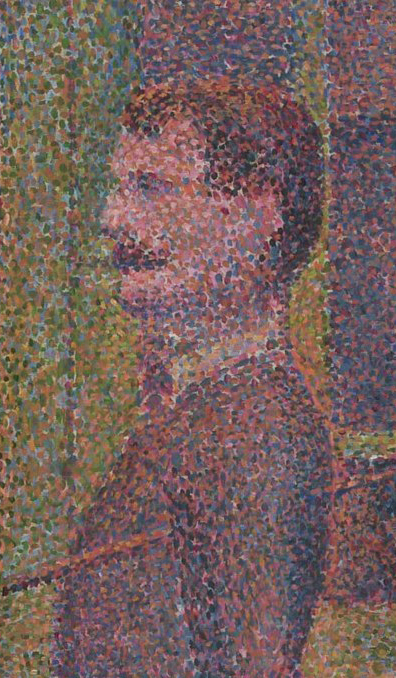
Detal z obrazu Seurata La Parade, 1889

Puentylizm lub pointylizm (z fr. pointiller – kropkować, punktować) – neoimpresjonistyczna technika kształtowania formy obrazu, polegająca na budowaniu kompozycji obrazu poprzez zapełnianie gęsto rozmieszczonymi, różnobarwnymi punktami i kreskami kładzionymi na płótno czubkiem pędzla.
Te punkty i kreski, oglądane z odpowiedniego, uzależnionego od ich wielkości oddalenia, zlewają się w jedno, tworząc obraz. Technika stanowiła rozwinięcie dywizjonizmu.

Niedzielne popołudnie na wyspie Grande Jatte Seurata

Przyjmuje się, że twórcą puentylizmu był Georges Seurat. Nazwę kierunku utworzył natomiast krytyk Félix Fénéon, który użył określenia pointylizm (kropkowanie) w odniesieniu do techniki malarskiej Seurata i jego obrazu Niedzielne popołudnie na wyspie Grande Jatte. Określenie to w zamierzeniu krytyka deprecjonujące, stało się z czasem neutralne i przyjęło się jako określenie tej techniki.